# 瓦伦蒂娜·韦扎利

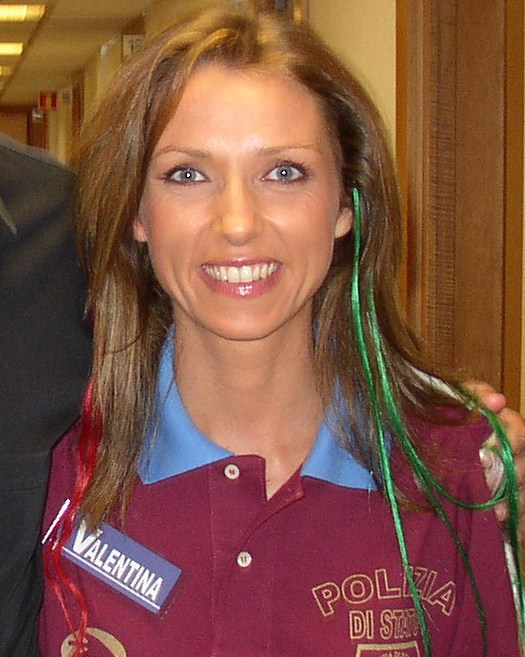

玛丽亚·瓦伦蒂娜·韦扎利（義大利語：Maria Valentina Vezzali，1974年2月14日—），生于耶西，意大利女子击剑运动员。她曾参加1996年、2000年、2004年、2008年和2012年五届奥运，共收获六枚金牌、一枚银牌和两枚铜牌。